# Curzio Inghirami
Pour les articles homonymes, voir Inghirami.
Curzio Inghirami est un historien et archéologue italien né à Volterra en 1614 et mort en 1655. 
En 1636, il annonce avoir découvert dans sa propriété à Scornelli, près de Volterra, de précieux vestiges étrusques, qu'il publie l'année suivante sous le titre d’Etruscarum antiquitatum fragmenta ; accusé de falsification, il se défend en 1645 dans Discorso sopra l'opposizioni fatte all'antichità toscane publié à Florence.
En 1648, Leone Allacci en démontra la fausseté dans ses Animadversiones in antiquitatum etruscarum fragmenta.

## Biographie
Curzio Inghirami naquit à Volterra le 29 décembre 1614. Il n’est connu que par sa prétendue découverte de monuments historiques qui devaient renverser toutes les idées reçues sur les premiers siècles de l'histoire romaine. Il les publia ce titre : Ethruscarum antiquitatum fragmenta, quibus urbis Romæ aliarumque gentium primordia, mores et res geste indicantur, à Curtio Inghiramio reperta Scornelli propè Volterram, Francofurti, anno salutis MDCXXXVII, ethrusco vero CIƆ CIƆ CIƆ CIƆ CCCCXCV, in-fol., fig. Quelques bibliographes croient ce livre imprimé à Florence ; d’autres supposent qu’une édition antérieure avait paru à Florence en 1636. Quoi qu’il en soit, Inghirami prétendit avoir découvert, lui-même, ces fragments dans un terrain voisin de sa maison de campagne ; et en creusant dans l’endroit qu’il avait indiqué, on en trouva effectivement d’autres à une assez grande profondeur, avec des fragments d’une espèce de chronique écrite, disait-on, par un certain Prosper Fesulanus, commandant du château de Scornelli, un peu avant l’an 700 de Rome, ou 60 ans avant l’ère vulgaire. La fausseté de ces monuments n’en fut pas moins reconnue, et Inghirami regardé comme un imposteur. Cependant Reinesius, Tiraboschi (Stor. della letter. ital., t. VIII, p. 375), et d’autres critiques italiens, ont cherché à le disculper de ce reproche, en montrant qu’il avait été lui-même la dupe de quelques personnes qui avaient voulu se divertir de sa credulité. Heinrich Ernst attaqua le premier dans ses Variæ Observationes ad Antiquitates Etruscas l’authenticité de ces fragments d’histoire ; et Leone Allacci en demontra mieux encore la supposition dans ses Animadversiones in antiquitatum etruscarum fragmenta ab Inghiramio edita, Paris, 1648, in-4°. On peut voir là-dessus le Theatrum anonymorum de Vincent Placcius. Pseudonym. no 2228, et le Classical journal, septembre, 1817, t. XVI, p. 139. Curzio Inghirami mourut le 23 décembre 1655, à l’âge de quarante-un ans.

## Source
- « Inghirami (Curzio) », dans Louis-Gabriel Michaud, Biographie universelle ancienne et moderne : histoire par ordre alphabétique de la vie publique et privée de tous les hommes avec la collaboration de plus de 300 savants et littérateurs français ou étrangers, 2e édition, 1843-1865 [détail de l’édition]
- « Inghirami, Curzio », Enciclopedia Treccani, 15 mars 2011 Lire en ligne
- Ingrid Drake Rowland,  The scarith of Scornello : a tale of Renaissance forgery, Chicago, University of Chicago press, 2004, 230 p.  (ISBN 0-226-73036-0) Lire en ligne